# 贡山钝头蛇
贡山钝头蛇（学名：Pareas vindumi），一种分布于缅甸北部和中国云南省西部腾冲市高黎贡山自然保护区的爬行动物，隶属于钝头蛇科钝头蛇属。模式产地为缅甸克钦邦密支那县其培镇Lukpwi村。种加词源自美国加利福尼亚州科学院的Jens Vindum的姓氏，以感谢其对加州科学院缅甸科考队的贡献。

## 保护
本种于2023年被收录入《有重要生态、科学、社会价值的陆生野生动物名录》。